# Терещенко Алла Констянтинівна
А́лла Костянти́нівна Тере́щенко (нар. 3 вересня 1938) — український мистецтвознавець, член-кореспондент Національної академії мистецтв України (2001), професор (2002). Лауреат премії Національної спілки театральних діячів України в галузі театрознавства і театральної критики (1988).

## Біографія
Народилася 3 вересня 1938 року в місті Костянтинівка, нині Донецька область.
Професійний шлях починала в 1955—1957 роках концертмейстером БК (будинок культури) № 1 міста Львів.
У 1957—1958 роках — викладач львівської СШ № 1.
У 1963 році закінчила Львівську консерваторію за спеціальністю «Музикознавство».
У 1963—1967 роках — музичний редактор комітету радіо і телебачення, м. Львів.
У 1967—1968 роках — викладач Львівського музичного училища.
У 1971 році закінчила аспірантуру при Інституті мистецтвознавства, фольклору та етнографії ім. М. Т. Рильського АН України.
З 1971 року працює в Інституті мистецтвознавства, фольклористики та етнології ім. М. Т. Рильського АН України.
З 1984 року доктор мистецтвознавства.
В 1997—2000 роках — проректор з науково-дослідної роботи Київської дитячої академії мистецтв.
1971 — кандидат, 1981 — доктор мистецтвознавства. Професор Київського національного інституту театру, кіно і телебачення ім. І. Карпенка-Карого, Національної академії керівних кадрів культури і мистецтв, Львівської державної музичної академії ім. М. В. Лисенка.

## Творча діяльність
Є автором наукових праць:
- «Роман Сімович» (1973),
- «Українська радянська кантата і ораторія» (у двох книгах, 1975, 1980),
- «Анатолій Солов'яненко» (1982),
- «Образ В. І. Леніна і тема революції в українській музиці» — Київ, «Знання», 1982.
- «Анатолій Кос-Анатольський» (1986),
- «Львівський державний академічний театр опери та балету імені Івана Франка», Київ, «Музична Україна» (1989),
- «Анатолій Солов'яненко. Український голос, що розмовляв з усім світом» (2002).
- «Анатолій Солов'яненко. Творчий шлях», Київ, 2009.

Загалом з-під пера вийшло 8 монографій, у своєму творчому доробку має понад 100 праць — розділи до багатотомних академічних видань «Історія української музики», «Історія української культури», статті у наукових збірниках, а також у періодиці, енциклопедичних виданнях, зокрема в «Українській музичній енциклопедії».